# 羟肟酸
羟肟酸，英文hydroxamic acid，是一类有机物，是羧酸分子中羧基二价氧被肟基取代的羧酸衍生物。

## 化学性质
羟肟酸存在几何异构体，因为其中的肟基具有不对称性。另外，羟肟酸也具有酸性，其中羟基氢与肟基氢都能产生氢离子。
常用作氧化矿的有效高效捕收剂